# Андре, Морис
Мори́с Андре́ (фр. Maurice André; 21 мая 1933, Алес, — 25 февраля 2012, Байонна) — французский трубач.

## Биография
Андре родился в семье шахтёров, первые уроки игры на трубе получил от отца — музыканта-любителя, и вскоре серьёзно заинтересовался музыкой. Поступив в 1951 году в Парижскую консерваторию к профессору Раймону Сабарику, он блестяще окончил её с первыми премиями по классам корнета и трубы год спустя. По окончании консерватории Андре стал солистом оркестра Общества концертов консерватории и достаточно быстро выдвинулся в число наиболее заметных французских музыкантов своего поколения. C 1953 года играл в Оркестре Ламурё (до 1960) и оркестре Французского радио (до 1962). После победы на престижных конкурсах в Женеве (1955) и Мюнхене (1963) Андре получил мировую известность и начал активную сольную карьеру. Он был одним из первых, кто стал помимо трубы играть также на малой трубе, исполняя сочинения композиторов эпохи барокко. С 1967 по 1978 год преподавал в Парижской консерватории, где ввёл в учебную программу обучение на малой трубе. Воспитал более сотни высококлассных трубачей, среди которых — Бернар Сустро, Ги Туврон и другие. В 1980-е часто выступал на телевидении, что позволило широкой аудитории оценить его выдающееся мастерство.

## Творчество
Андре — один из крупнейших мировых музыкантов XX века, в 2003 году гильдия трубачей официально признала его «трубачом столетия». Возродив интерес к трубе как к серьёзному концертному инструменту, он вдохновил различных композиторов на создание новых сочинений для этого инструмента. Ему посвящены концерты Анри Томази, Бориса Блахера, Андре Жоливе и ряда других композиторов. В качестве солиста выступал с ведущими дирижёрами: Гербертом фон Караяном, Карлом Рихтером, Рикардо Мути, выпустил более 250 дисков, многие из которых стали золотыми и платиновыми. Андре — кавалер ордена Почётного легиона, почётный член Королевской академии Лондона, обладатель золотой медали Академии искусств и литературы и других наград. Введён в Зал славы журнала Gramophone .